# 417 Dywizja Strzelecka (ZSRR)
417 Dywizja Strzelecka (ros. 417-я стрелковая дивизия) – związek taktyczny (dywizja) piechoty Armii Czerwionej.

## Historia i szlak bojowy

### Sformowanie
Formowanie 417. Dywizji trwało od marca do 15 maja 1942 roku w Tyflisie w Zakaukaskim Okręgu Wojskowym. Skład bojowy dywizji, oparty na tabeli organizacji i wyposażenia, był następujący:
- 1369. Pułk Strzelców
- 1372. Pułk Strzelców
- 1376. Pułk Strzelców
- 1055. Pułk artylerii[2]
- 445. Batalion przeciwpancerny
- 223. Kompania Rozpoznawcza
- 351. Batalion saperów
- 922. batalion sygnałowy (później 513. kompania sygnałowa)
- 520. Batalion medyczno-sanitarny
- 224. Kompania Ochrony Chemicznej (Przeciwgazowej).
- 570. Kompania Transportowa
- 481. Piekarnia Polowa
- 585. Dywizjonowy Szpital Weterynaryjny
- Stacja poczty polowej
- 1186. Biuro Terenowe Banku Państwowego

Dywizja nie miała przydzielonego dowódcy aż do 15 maja, kiedy na to stanowisko mianowano gen. dywizji Aleksandra Aleksiejewicza Filatowa; 23 lipca zastąpił go płk Siemion Pawłowicz Storożełow. Pozostała w rezerwach Frontu Zakaukaskiego do sierpnia, kiedy to została przydzielona do 9. Armii w Północnej Grupie Sił na tym samym froncie.

### Szlak bojowy
Po utworzeniu dywizja służyła na Kaukazie pod bezpośrednim dowództwem Frontu Zakaukaskiego aż do lata 1942 roku, kiedy to została przeniesiona najpierw do Północnej Grupy Sił tego frontu, a następnie do 9. Armii. Po wycofaniu się Grupy Armii Niemieckiej z Kaukazu w styczniu 1943 roku
dywizję przeniesiono do 58. Armii, a kilka miesięcy później do 37. Armii na froncie Północno-Kaukaskiego. W lipcu przesunęła się na północ, by dołączyć do Frontu Południowego, gdzie w połowie września została przydzielona do 63. Korpusu Strzeleckiego w 44. Armii, gdy Front (wkrótce przemianowany na 4. Ukraiński) walczył w południowej Ukrainie, docierając ostatecznie do lądowych szlaków na Krymie. Dywizja brała udział w ofensywie, która wyzwoliła ten region w kwietniu i maju 1944 roku, w składzie 51. Armii i zdobywając tym samym Order Czerwonego Sztandaru. Po oczyszczeniu Krymu 51. Armia została przerzucona daleko na północ, dołączając do 1. Frontu Bałtyckiego. Podczas działań w krajach bałtyckich 417 Dywizja została dodatkowo wyróżniona Orderem Suworowa. W marcu 1945 została przeniesiona na wybrzeże Bałtyku, później brała udział w zajęciu Łotwy. W dniu kapitulacji III Rzeszy, 9 maja 1945, przyjęła kapitulację niemieckiej 126 Dywizji Piechoty. Wkrótce po tym, została przeniesiona do Uralskiego Okręgu Wojskowego, po czym została zredukowana do brygady strzeleckiej. Brygada ta została na krótko przywrócona do siły dywizji podczas zimnej wojny.

#### Okres powojenny
Latem 1945 roku dywizję przeniesiono do Czelabińska w Uralskim Okręgu Wojskowym wraz z 63. Korpusem. Szybko została przeniesiona do Czebarkul, gdzie została zredukowana do 45. Samodzielnej Brygady Strzeleckiej. W październiku 1953 roku brygadę powiększono do 417 Dywizji Strzeleckiej. Na początku 1955 roku dywizja została przemianowana na 78. Dywizję Strzelecką. 4 czerwca 1957 roku przekształcono ją w 78. Dywizję Strzelców Motorowych. 78. dywizja stała się 24 maja 1962 roku dywizją szkoleniową, podległą bezpośrednio Komendzie Okręgowej. W 1987 r. przemianowano go na 471. Okręgowy Ośrodek Szkoleniowy, a w 1989 r. zmniejszono go do 5355. Bazy Przechowywania Broni i Sprzętu.